# Novothymbris notata
Novothymbris notata är en insektsart som beskrevs av Knight 1974. Novothymbris notata ingår i släktet Novothymbris och familjen dvärgstritar. Inga underarter finns listade i Catalogue of Life.